# ادا او ضريف (أدويران)
ادا او ضريف هي إحدى مشيخات المملكة المغربية، تتبع جغرافيا لإقليم شيشاوة وإداريًا لأدويران. يقدر عدد سكانها بـ 7371 نسمة حسب الإحصاء الرسمي للسكان والسكنى لسنة 2004.